# Theclinesthes eucalypti
Theclinesthes eucalypti är en fjärilsart som beskrevs av Atuhiro Sibatani och Roger Grund 1978. Theclinesthes eucalypti ingår i släktet Theclinesthes och familjen juvelvingar. Inga underarter finns listade i Catalogue of Life.

## Bildgalleri

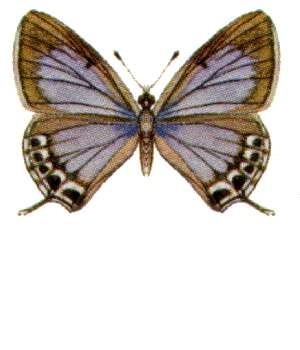